# Granada (pieśń)
Granada – pieśń meksykańska skomponowana przez Agustína Larę, z jego słowami, pochodząca z 1932 roku. Pieśń śpiewana jest zarówno przez śpiewaków klasycznych, jak i przez wykonawców muzyki rozrywkowej i rewiowej. Słowa oryginalne są w języku hiszpańskim, ale powstały także wersja angielska (m.in. Frank Sinatra, Bing Crosby) i polska (Violetta Villas).

## Lista wykonawców (wybór)
- 1942 Claudio Villa - wersja włoska
- 1951 Bing Crosby - wersja angielska
- 1961 Ben E. King - wersja angielska
- 1961 Frank Sinatra - wersja angielska
- 1962 The Tornados - wersja instrumentalna
- 1962 Violetta Villas - wersja hiszpańska i polska
- 1963 Peter Nero – wersja instrumentalna
- 1964 Vikki Carr - wersja hiszpańska
- 1965 Neil Williams - wersja angielska
- 1967 Paco de Lucía - wersja instrumentalna
- 1998 John Farnham & Anthony Warlow - wersja angielska i hiszpańska
- 2002 Tânia Maria – wersja instrumentalna
- 2003 The American Tenors - wersja hiszpańska
- 2005 Brad Mehldau Trio - jazz piano
- 2008 Andrea Bocelli - wersja hiszpańska
- 2016 Il Volo - wersja hiszpańska
- 2017 Adam Kaczmarek - wersja hiszpańska